# كتائب سيد الشهداء
كتائب سيد الشهداء هي فصائل شيعية عراقية تشكلت في عام 2013 لـ"حماية الأضرحة الشيعية حول العالم" و"الحفاظ على الوحدة العراقية و"وضع حد للصراع الطائفي". وكانت تدعم حكومة بشار الأسد عسكرياً وتحمي ضريح السيدة زينب الذي يقع في ضاحية دمشق الجنوبية. خاضت المجموعة معركة الشيخ مسكين التي جرت في ديسمبر 2014. كما تحتفظ بعلاقات وثيقة مع منظمة بدر.